# Diana Joyce Croft
Nancy Diana Joyce Uhlman née [Nancy] Diana Joyce Croft le 31 mars 1912, South Kensington, et morte le 14 novembre 1999 à Hereford, est une administratrice de galerie d'art britannique de l'Artists' International Association (en), connue pour avoir sauvé Croft Castle de la démolition. Elle est l'épouse de l'écrivain et peintre Fred Uhlman.

## Biographie
Elle naît à South Kensington en 1912. Ses parents, conservateurs, sont Nancy Beatrice née Borwick et l'homme politique Henry Page Croft, premier baron Croft. Elle fait ses études à la St James's School de Malvern et elle est « présentée à la cour » après avoir fréquenté les finishing schools de fin d'études à Paris et à Florence. Son père Henry Page Croft est un héros de guerre, mais également un politicien xénophobe de premier plan qui, en 1917, est cofondateur du Parti national (en) qui s'oppose à l'influence allemande.
Contre l'avis de ses parents, elle va à la rencontre des Jarrow Marchers (en), des manifestants au chômage, alors qu'ils arrivent à Londres. Elle part ensuite en vacances et rencontre des combattants de la guerre civile espagnole. À Tossa de Mar, petit village de pêcheurs de la Costa Brava, elle rencontre l'émigré allemand, avocat et artiste Fred Uhlman. Elle se fiance à cet artiste désargenté malgré l'opposition de ses parents. Le 3 septembre 1936, Fred Uhlman débarque en Angleterre sans argent et incapable de parler la langue, et ils se marient deux mois plus tard, le 4 novembre 1936.
Ils s'installent à Downshire Hill, dans le Hampstead, quartier qui devient un lieu de rencontre pour les réfugiés et les exilés. Elle est co-secrétaire du Comité des réfugiés des artistes qui a fait en sorte que des artistes européens, comme Oskar Kokoschka, émigrent au Royaume-Uni.
Neuf mois après le déclenchement de la Seconde Guerre mondiale, son mari, avec des milliers d'autres étrangers considérés comme ennemis, est interné en juin 1940 par le gouvernement britannique, au camp Hutchinson sur l'île de Man. Les internés ne sont autorisés à écrire que deux lettres par semaine, de sorte que Diana se charge de rédiger son courrier à sa place. Leur premier enfant, Caroline, naît pendant son internement. Il est libéré six mois plus tard.
En 1947, elle commence à administrer une galerie à Soho appelée l'Association internationale des artistes. Elle est secrétaire de la galerie et aide des artistes comme Edward Ardizzone (en) et David Gentleman, un rôle qu'elle tient jusqu'en 1957.
La maison ancestrale de la famille Croft est Croft Castle et a été rachetée en 1923 par Katherine Croft. Dans les années 1950, sa démolition est prévue dans le cadre de la destruction générale des maisons de campagne dans la Grande-Bretagne du XXe siècle (en). Elle est créditée d'avoir joué un rôle dans le sauvetage du château qui passe en 1957 sous la garde du National Trust. Diana travaille avec son frère, Michael le deuxième baron Croft, lorsqu'elle fonde le Croft Trust en 1960 pour assurer la survie du château, structure qui s'est poursuivie avec d'autres membres de la famille Croft, y compris sa fille et son petit-fils. Le Croft trust fait l'acquisition de peintures, dont une de John Constable, qui sont  prêtées au National Trust pour être exposées dans le château.